# 上弗勒斯海姆
上弗勒斯海姆是德国莱茵兰-普法尔茨州的一个市镇。总面积10.24平方公里，总人口1279人，其中男性642人，女性637人（2011年12月31日），人口密度125人/平方公里。